# دك دك غو
|  | انتبه: أُنشئت هذه الصفحة نتيجة لترجمة جزئية أو كلية للصفحة الأصيلة «DuckDuckGo» في ويكيبيديا الانجليزية تحت رخصة جنو للوثائق الحرة. وقد تكون الترجمة غير دقيقة أو ناقصة. |

دك دك غو أو داك داك غو (بالإنجليزية: DuckDuckGo)‏ (يُختصر أيضًا باسم DDG) هو محرك بحث على الإنترنت يركز على حماية خصوصية الباحثين وتجنب فقاعة التصفية لنتائج البحث المخصصة. يميز DuckDuckGo نفسه عن محركات البحث الأخرى من خلال عدم تحديد سمات مستخدميه وإظهار نفس نتائج البحث لجميع المستخدمين لمصطلح بحث معين.
يقع مقر الشركة في باولي في بنسلفانيا، في فيلادلفيا الكبرى ولديها 111 موظفًا اعتبارًا من أكتوبر 2020 . اسم الشركة هو إشارة إلى لعبة الأطفال بطة، بطة، أوزة.

## نظرة عامة
نتائج DuckDuckGo عبارة عن تجميع لـ «أكثر من 400» مصدر،  بما في ذلك Yahoo! ابحث عن BOSS وWolfram Alpha وBing وYandex وزاحف الويب الخاص بها (DuckDuckBot) وغيرها. كما تستخدم أيضًا بيانات من مواقع التعهيد الجماعي، بما في ذلك ويكيبيديا، لتعبئة مربعات لوحة المعلومات على يمين النتائج. اعتبارًا من أغسطس 2020 ، فقد بلغ متوسط عمليات البحث اليومية 65166695 عملية بحث. يضع DuckDuckGo نفسه كمحرك بحث يضع الخصوصية في المقام الأول وبالتالي لا يخزن عناوين IP ، ولا يسجل معلومات المستخدم، ويستخدم ملفات تعريف الارتباط فقط عند الحاجة. يقول Gabriel Weinberg ، مبتكر DuckDuckGo: «بشكل افتراضي، لا تجمع DuckDuckGo المعلومات الشخصية أو تشاركها. هذه هي سياسة الخصوصية لدينا باختصار». تحتفظ بسجلات لجميع مصطلحات البحث المستخدمة «ولكن ليس بطريقة يمكن التعرف عليها بشكل شخصي».

### إجابات فورية
بالإضافة إلى نتائج البحث المفهرسة، يعرض DuckDuckGo النتائج ذات الصلة، والتي تسمى الإجابات الفورية، أعلى صفحة البحث. يتم جمع هذه الإجابات الفورية من واجهات برمجة تطبيقات تابعة لجهات خارجية أو مصادر بيانات ثابتة مثل الملفات النصية. تسمى الإجابات الفورية zeroclickinfo لأن القصد من وراء ذلك هو توفير ما يبحث عنه المستخدمون في صفحة نتائج البحث نفسها بحيث لا يضطرون إلى النقر فوق أي نتائج للعثور على ما يبحثون عنه. اعتبارًا من July 2019 ، كان هناك 1236 إجابة فورية نشطة.
الإجابات الفورية هي مفتوحة المصدر  ويتم الاحتفاظ بها على GitHub ، حيث يمكن لأي شخص بناءها أو العمل عليها.

### الوصول إلى Tor
في أغسطس 2010، قدمت DuckDuckGo البحث المجهول، بما في ذلك منطقة الخروج، لحركة مرور محرك البحث الخاصة بها باستخدام شبكة Tor وتمكين الوصول من خلال خدمة البصل. يسمح هذا بإخفاء الهوية عن طريق توجيه حركة المرور عبر سلسلة من المرحلات المشفرة. صرح Weinberg: «أعتقد أن هذا يتناسب تمامًا مع سياسة الخصوصية الخاصة بنا. باستخدام Tor و DDG ، يمكنك الآن إنهاء البحث دون الكشف عن هويتك. وإذا كنت تستخدم موقعنا مشفرة، يمكنك أن تكون نهاية لهذه الغاية مشفرة أيضا».

### البحث الصوتي
في عام 2011، قدمت DuckDuckGo البحث الصوتي لمستخدمي امتداد البحث الصوتي في Google Chrome .

### الانفجارات Bangs
يتضمن DuckDuckGo «! كلمات مفتاحية Bang»، والتي تمنح المستخدمين القدرة على البحث في مواقع ويب خاصة بأطراف ثالثة - باستخدام محرك البحث الخاص بالموقع إن أمكن. اعتبارًا من أغسطس 2020، يتوفر 13564 «دوي» لمجموعة متنوعة من مواقع الإنترنت. في ديسمبر 2018، تم حذف حوالي 2000 «غرة». تم حذف بعضها بسبب تعطلها، بينما تم حذف البعض الآخر، مثل البحث عن مواقع المحتوى المقرصنة، لأسباب تتعلق بالمسؤولية.

### نموذج العمل
يربح DuckDuckGo الإيرادات من خلال عرض الإعلانات من شبكة تحالف بحث Yahoo-Bing ومن خلال العلاقات التابعة مع Amazon و eBay.

### مصدر الرمز
بعض التعليمات البرمجية المصدر لـ DuckDuckGo عبارة عن برمجيات مجانية مستضافة على GitHub بموجب ترخيص Apache 2.0 ،  ولكن النواة ملكية. سجلت الشركة اسم المجال ddg .gg في 22 فبراير 2011،  واستحوذت على duck.com في ديسمبر 2018،  والتي تُستخدم كأسماء مستعارة لعناوين URL مختصرة تعيد التوجيه إلى duckduckgo.com .

## التاريخ
تم تأسيس DuckDuckGo بواسطة Gabriel Weinberg في 29 فبراير 2008 في Valley Forge بولاية بنسلفانيا. Weinberg هو رائد أعمال أطلق سابقًا Names Database ، وهي شبكة اجتماعية لم تعد موجودة الآن. تم تمويل DuckDuckGo ذاتيًا في البداية من قبل Weinberg ، وهو مدعوم بالإعلانات، ولكن لدى المستخدم خيار تعطيل الإعلانات. محرك البحث مكتوب بلغة Perl  ويعمل على nginx وFreeBSD وLinux . تم بناء DuckDuckGo بشكل أساسي على واجهات برمجة تطبيقات البحث من بائعين مختلفين. لهذا السبب، وصفت TechCrunch الخدمة بأنها محرك بحث «مختلط». شرح واينبرغ بدايات الاسم فيما يتعلق بلعبة الأطفال بطة، بطة، أوزة. قال عن أصل الاسم: «حقًا برز في رأسي يومًا ما وقد أحببته للتو. من المؤكد أنها متأثرة / مشتقة من أوزة بطة البط، ولكن بخلاف ذلك لا توجد علاقة، على سبيل المثال، استعارة.»  ظهر DuckDuckGo في إعلان المصعد الخاص بـ TechCrunch يوم الجمعة في عام 2008، وكان أحد المتأهلين للتصفيات النهائية في تحدي BOSS Mashable لعام 2008.

في يوليو 2010، بدأ Weinberg موقعًا لمجتمع DuckDuckGo (duck.co) للسماح للجمهور بالإبلاغ عن المشكلات، ومناقشة وسائل نشر استخدام محرك البحث، وطلب الميزات، ومناقشة المصادر المفتوحة للكود.
بحلول مايو 2012، كان محرك البحث يجتذب 1.5 مليون عملية بحث في اليوم. ذكرت Weinberg أنها حققت إيرادات 115٬000 دولار أمريكي في عام 2011 ولديها ثلاثة موظفين، بالإضافة إلى عدد صغير من المقاولين. يقدر موقع Compete.com عدد 266465 زائرًا فريدًا للموقع في فبراير 2012. في 12 أبريل 2011، أبلغت Alexa عن معدل نمو قدره 51٪ لمدة 3 أشهر. تُظهر إحصائيات حركة المرور الخاصة بـ DuckDuckGo أنه في أغسطس 2012 كان هناك 1,393,644 زيارة يوميًا، مقارنة بمتوسط 39406 زيارة يوميًا في أبريل 2010 (أقدم البيانات المتاحة). في ملف تعريف مطول في نوفمبر 2012، أشارت صحيفة واشنطن بوست إلى أن عمليات البحث على DuckDuckGo وصلت إلى 45.000.000 شهريًا في أكتوبر 2012. وخلص المقال إلى:
أصدر جنوم Web 3.10 في 26 سبتمبر 2013، وبدءًا من هذا الإصدار، محرك البحث الافتراضي هو DuckDuckGo.
في خطابها الرئيسي في WWDC 2014 في 18 سبتمبر 2014، أعلنت شركة Apple أنه سيتم تضمين DuckDuckGo كخيار للبحث على كل من iOS 8 وOS X Yosemite في متصفح Safari الخاص بها. في 10 مارس، تضمن متصفح الويب Pale Moon ، بدءًا من الإصدار 24.4.0، DuckDuckGo كمحرك البحث الافتراضي الخاص به، بالإضافة إلى إدراجه في الصفحة الرئيسية للمتصفح. في مايو 2014، أصدرت DuckDuckGo نسخة معاد تصميمها لمختبري بيتا من خلال DuckDuckHack. في 21 مايو 2014، أصدرت DuckDuckGo رسميًا النسخة المعاد تصميمها والتي ركزت على إجابات أكثر ذكاءً ومظهرًا أكثر دقة. أضاف الإصدار الجديد العديد من الميزات الجديدة مثل الصور والبحث المحلي والاقتراح التلقائي والطقس والوصفات والمزيد.
في 10 نوفمبر 2014، أضافت Mozilla DuckDuckGo كخيار بحث إلى Firefox 33.1 . في 30 مايو 2016، جعل مشروع Tor ، Inc DuckDuckGo محرك البحث الافتراضي لمتصفح Tor 6.0.
في يوليو 2016، أعلنت DuckDuckGo رسميًا عن تمديد شراكتها مع Yahoo! التي جلبت ميزات جديدة لجميع مستخدمي محرك البحث، بما في ذلك تصفية التاريخ للنتائج وروابط الموقع الإضافية. كما أنها شركاء مع Bing و Yandex و Wikipedia لتحقيق نتائج أو الاستفادة من الميزات المعروضة. وأكدت الشركة أيضًا أنها لا تشارك معلومات المستخدم مع الشركات الشريكة، كما كانت دائمًا سياستها.
في 23 كانون الثاني (يناير) 2018، جددت DuckDuckGo امتداد المتصفح وتطبيق الهاتف المحمول في محاولة للحفاظ على أمان مستخدمي الإنترنت «خارج مربع البحث». يشتمل التطبيق والإضافة المجددة على أداة لتقييم مواقع الويب بناءً على استخدامها لشبكات التشفير وتتبع الإعلانات بالإضافة إلى القدرة على منع شبكات تتبع الإعلانات. يوفر التمديد أيضا شروط الخدمة ملخصات من شروط الخدمة. لم أقرأ.
في ديسمبر 2018، تم الإبلاغ عن نقل Google ملكية اسم المجال Duck.com إلى DuckDuckGo. من غير المعروف السعر، إن وجد، الذي دفعته DuckDuckGo لاسم المجال.
في 15 كانون الثاني (يناير) 2019، أعلنت DuckDuckGo أن جميع عمليات البحث المتعلقة بالخريطة والعناوين سيتم تشغيلها بواسطة خرائط Apple ، سواء على أجهزة سطح المكتب أو الأجهزة المحمولة.
في مارس 2019، أضافت Google DuckDuckGo إلى قائمة محرك البحث الافتراضي في Chrome 73.

## استقبال
في مقال نشر في يونيو 2011، أثنى هاري مكراكين من مجلة تايم على DuckDuckGo ، مقارنته بمطعم الهمبرغر المفضل لديه، In-N-Out Burger :
منذ ذلك الحين، تغير النهج المجرد المذكور في اقتباسه؛ DuckDuckGo لديه الآن إكمال تلقائي ونتائج فورية على سبيل المثال. أدرج مكراكين الموقع في قائمة تايم ' «أفضل 50 موقعًا لعام 2011».
أشاد Thom Holwerda ، الذي راجع محرك البحث لـ OSNews ، بميزات الخصوصية والاختصارات لعمليات البحث الخاصة بالمواقع، كما انتقد Google «لتتبعها إلى حد كبير كل ما تفعله»، لا سيما بسبب خطر تعرض مثل هذه المعلومات إلى أمر استدعاء من حكومة الولايات المتحدة. في عام 2012، رداً على اتهامات بأنها احتكار، حددت Google DuckDuckGo كمنافس. وبحسب ما ورد كان واينبرغ «مسرورًا وممتعًا» بهذا الاعتراف.
في مايو 2020، كشف جاك دورسي، الرئيس التنفيذي لشركة Twitter، عن تفضيله لاستخدام محرك بحث DuckDuckGo بدلاً من Google ، قائلاً: «أحب DuckDuckGo. محرك البحث الافتراضي الخاص بي لفترة من الوقت الآن. التطبيق أفضل!» 

## عدد زيارات الموقع

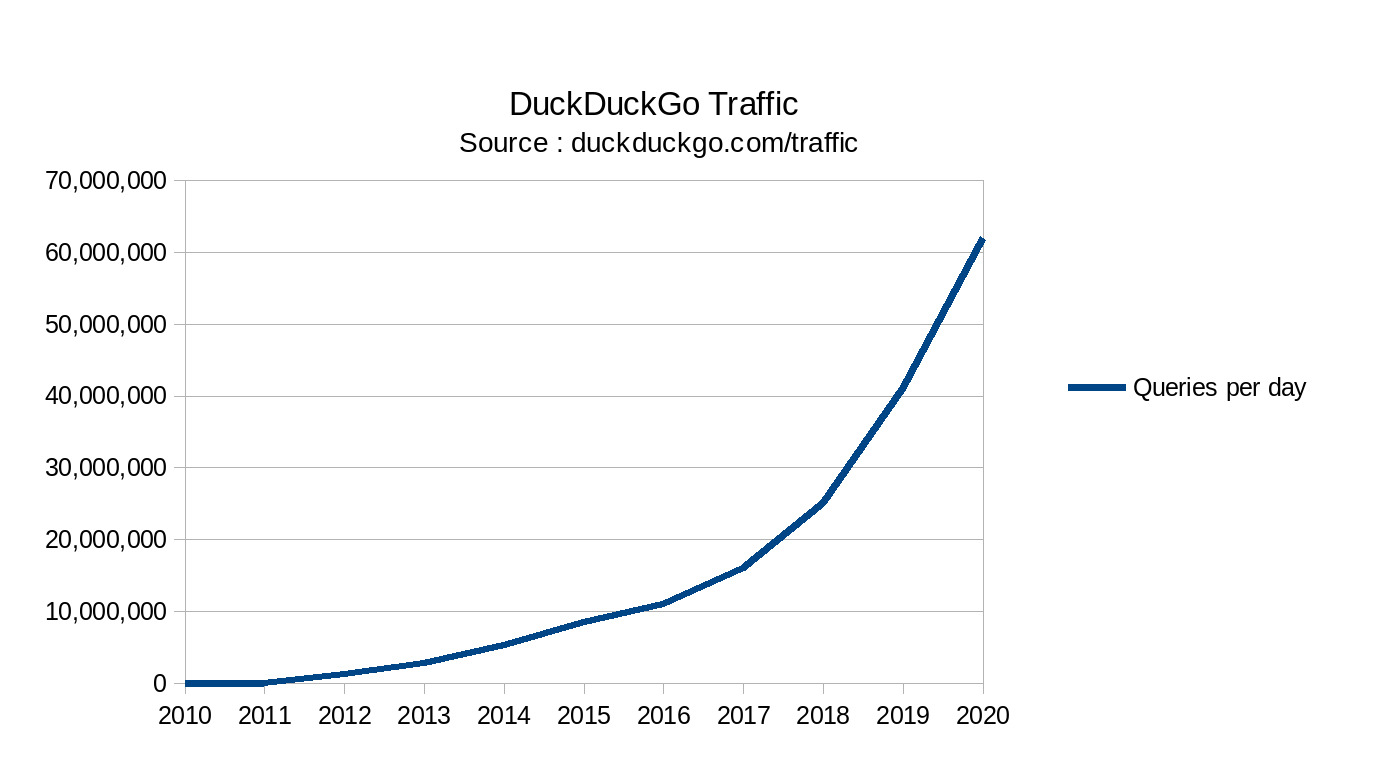
مخطط حركة المرور

في يونيو 2013، أشارت DuckDuckGo إلى أنها شهدت زيادة كبيرة في حركة المرور؛ وبحسب حساب موقع تويتر، يوم الاثنين 17 يونيو 2013، فقد أجرى ثلاثة ملايين عملية بحث يومية مباشرة. في المتوسط خلال شهر مايو 2013، كان لديه 1.8 مليون عملية بحث يومية مباشرة. ويربط البعض  هذا الادعاء بكشف PRISM وحقيقة أن البرامج الأخرى التي تديرها وكالة الأمن القومي (NSA) قد تم تسريبها من قبل إدوارد سنودن. كتب داني سوليفان على موقع Search Engine Land أنه على الرغم من نمو محرك البحث «لم ينمو في أي مكان بالقرب من المبلغ ليعكس أي تحول جوهري أو حتى ملحوظ بشكل معتدل من قبل الجمهور الباحث» لأسباب تتعلق بالخصوصية، وخلص إلى «لا أحد يهتم بأمره» «بحث» خاص. رداً على ذلك، قال كاليب جارلينج من صحيفة سان فرانسيسكو كرونيكل : «أعتقد أن هذه الأطروحة تعاني من بعض الإخفاقات الرئيسية في المنطق» بسبب حدوث زيادة في حركة المرور ولأن هناك نقصًا في الوعي الواسع بوجود DuckDuckGo.
لاحقًا في سبتمبر 2013، وصل محرك البحث إلى 4 ملايين عملية بحث يوميًا  وفي يونيو 2015، وصل عدد عمليات البحث إلى 10 ملايين عملية بحث يوميًا. في نوفمبر 2017، حققت DuckDuckGo 20 مليون عملية بحث يوميًا. في نوفمبر 2019، حققت DuckDuckGo 50 مليون عملية بحث يوميًا  اعتبارًا من أغسطس 2020 ، كان يتلقى 65166695 استفسارًا يوميًا في المتوسط. في 12 أكتوبر 2020، تم تسجيل 74467443 عملية بحث يومية.

## جدل وخلافات
في مارس 2018، قدم DuckDuckGo ميزة لتطبيق مستعرض Android الخاص به والذي يسترد الرمز المفضل لجميع مواقع الويب التي تمت زيارتها من خدمة يستضيفها DuckDuckGo. أعرب العديد من المستخدمين عن مخاوفهم بشأن الخصوصية فيما يتعلق بهذا التغيير. أغلقت DuckDuckGo المشكلة بالإشارة إلى سياسة الخصوصية الخاصة بها، والتي تنص على أن الخدمة لا تخزن أي معلومات شخصية. قُدِّمَت هذه الميزة في يونيو 2019 إلى تطبيق iOS أيضًا.
في يوليو 2020، أثيرت هذه المشكلة مرة أخرى على ycombinator.com ووعد الرئيس التنفيذي لشركة DDG Weinberg بإزالة المشكلة عن طريق نقل هذه الميزة مباشرة إلى التطبيق.

## روابط خارجية
- الموقع الرسمي
- بالفيديو - يتحدث غابرييل واينبرغ عن DuckDuckGo في جل 2013